# The Gospel (canção de Alicia Keys)
The Gospel é uma canção recordada pela cantora americana Alicia Keys para seu sexto álbum de estúdio Here (2016). Foi apresentada pela primeira vez no vídeo documentário de mesmo nome exibido no Festival de Cinema de Tribeca em 21 de Abril de 2016.

## Composição
Foi composta e produzida por Keys em parceria com Mark Batson e seu marido Swizz Beatz, por conter amostras de "Shaolin Brew" do grupo Wu-Tang Clan, seus integrantes, Shawn Martin, Robert Diggs, Jason Hunter e Corey Woods também são creditados como compositores e ainda possui amostras não creditadas de "Feeling Good" de Nina Simone.

## Recepção da Crítica
O portal Tenho Mais Discos que Amigos disse que a música é "incrível e maravilhosa, que possui uma letra poderosa, uma melodia indescritível, vocais poderosos e um leve coral acompanhando-a e a elegeu como uma das melhores faixas de album".
O portal Cine Pop disse que "The Gospel mistura rap e soul, arquitetados com a verborragia analítica de uma das muitas personagens que saíram de bairros afro-americanos (como o Bronx e o Brooklyn) e que compartilham de narrativas bastante similares".
O portal Monkey Buzz disse que "The Gospel, surge não no sentido espiritual, mas na tradução de um cotidiano opressor como o significado de 'evangelho, no caso, a palavra de Deus', como se não houvesse muito motivo para esperanças, a menos que mudemos algo".

## Uso na Mídia
"The Gospel" foi usada no trailer do filme "King Richard" que tem estreia marcada para 19 de Novembro de 2021 nos Estados Unidos.